# Horatosphaga ruspolii
Horatosphaga ruspolii är en insektsart som först beskrevs av Schulthess Schindler 1898.  Horatosphaga ruspolii ingår i släktet Horatosphaga och familjen vårtbitare. Inga underarter finns listade i Catalogue of Life.